# Fredrik av Glücksburg
Fredrik, (danska: Frederik, tyska: Friedrich), född 23 oktober 1814 i Schleswig och död 27 november 1885 i Schleswig, var hertig av Schleswig-Holstein-Sonderburg-Glücksburg. Han var andre son till Wilhelm av Beck-Glücksburg och Louise Karolina av Hessen-Kassel, och äldre bror till kung Kristian IX av Danmark.

## Biografi
Fredrik gifte sig 16 oktober 1841 med prinsessan Adelheid av Schaumburg-Lippe, dotter till Georg Vilhelm av Schaumburg-Lippe (1784–1860) och Ida av Waldeck och Pyrmont (1796–1869). Adelheid var syster till Adolf I av Schaumburg-Lippe.
Fredrik blev hertig av Glücksburg 1878 då hans äldre bror hertig Karl av Glücksburg dog barnlös.

## Barn
1. Augusta av Schleswig-Holstein-Sonderburg-Glücksburg (1844–1932), gift 1884 med William av Hessen-Philippsthal-Barchfeld (1831–1890).
2. Fredrik Ferdinand, hertig av Schleswig-Holstein-Sonderburg-Glücksburg (1855–1934), gift 1885 med Karolina Matilda av Holstein-Augustenburg (1860–1932).
3. Louisa av Schleswig-Holstein-Sonderburg-Glücksburg (1858–1936), gift 1891 med Georg Viktor av Waldeck och Pyrmont (1831–1893).
4. Maria av Schleswig-Holstein-Sonderburg-Glücksburg (1859–1941), abbedissa i Itzehoe.
5. Albrecht av Schleswig-Holstein-Sonderburg-Glücksburg (1863–1948), gift 1906 med grevinnan Ortrud av Ysenburg och Büdingen, gift 1920 med prinsessan Hertha av Ysenburg och Büdingen.